# ネコ・ウィリアムズ
ネコ・シェイ・ウィリアムズ（Neco Shay Williams, 2001年4月13日 - ）は、ウェールズ・レクサム出身のサッカー選手。プレミアリーグ・ノッティンガム・フォレストFC所属。ウェールズ代表。ポジションはDF。
本人によれば、名前の読み方はネコではなくニコである。

## クラブ経歴

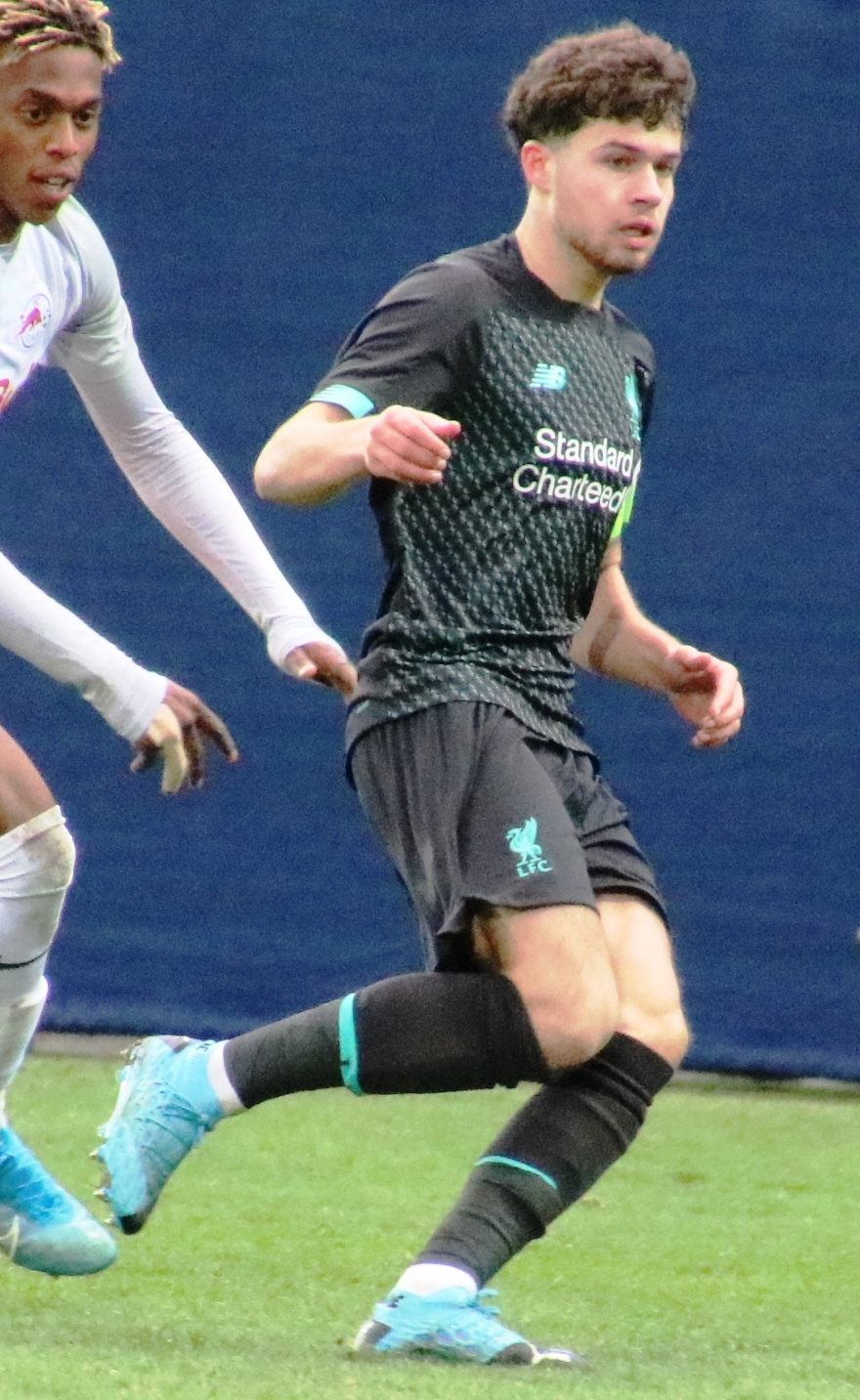
リヴァプール U-19でのウィリアムズ（2019年）

2009年にリヴァプールのユースアカデミーに入団。2013年にU-12ジュニアサッカーワールドチャレンジ2013に出場するために来日している。2019年1月にプロ契約を締結し、トップチームに昇格。10月30日のEFLカップのアーセナル戦でプロデビュー戦を先発で起用され、PK戦の末に勝利。
2020年1月6日、FAカップのエヴァートン戦でも先発で起用され、1-0で勝利。3月4日の同じくFAカップのチェルシー戦でも先発出場したものの、0-2で敗退。その後3ヶ月間の公式戦中断を経て再開されたプレミアリーグの6月24日のクリスタル・パレス戦で、後半19分にトレント・アレクサンダー＝アーノルドとの交代でトップリーグデビューを果たし、試合も4-0で勝利。チームは翌日30年振りのリーグ優勝を決め、ウィリアムズも優勝メンバーに輝いた。
2020年8月18日、リヴァプールと長期契約を締結。2022年1月31日、フラムへの2021-22シーズン終了までのローン移籍が発表された。
2022年7月11日、ノッティンガム・フォレストFCへ完全移籍。

## 代表経歴
2020年8月25日、UEFAネーションズリーグのフィンランド戦、ブルガリア戦に向けたウェールズ代表のメンバーに初招集。9月6日のブルガリア戦で、試合終了間際に代表戦初ゴールを決め、1-0で勝利した。

## 私生活
2022年ワールドカップ初戦（アメリカ戦）前夜に祖父ケルヴィン・ジョーンズ氏を亡くし、試合前日に訃報を受けるという辛苦を乗り越えて出場した。試合終了後には「祖父のために戦った」と発言し、試合中の左手の「blessed（恵まれている）」のタトゥーに試合日を追記して記念している。また、ノッティンガム・フォレストでの公式戦100試合出場達成時、少年時代に所属していたセフン・ユナイテッド（Cefn United）の初代コーチからのサプライズメッセージに感激し、自身の故郷や出身クラブに強い愛着を持ち続けていることを示している。さらに、リヴァプール・アカデミー時代は、週4回のトレーニングと毎週末の試合のため、故郷セフン・マウアーからリヴァプールへの50マイル（約80 km）の通勤を繰り返し、「祖父と一緒に旧工場の歴史を学びながら車内で過ごした時間が思い出」と語っている。

## 個人成績

### クラブ
2022年11月12日現在
| クラブ                     | シーズン | リーグ                | リーグ | リーグ | カップ | カップ | リーグカップ | リーグカップ | 国際大会 | 国際大会 | その他 | その他 | 通算 | 通算 |
| クラブ                     | シーズン | ディビジョン          | 出場   | 得点   | 出場   | 得点   | 出場         | 得点         | 出場     | 得点     | 出場   | 得点   | 出場 | 得点 |
| -------------------------- | -------- | --------------------- | ------ | ------ | ------ | ------ | ------------ | ------------ | -------- | -------- | ------ | ------ | ---- | ---- |
| リヴァプール U-21          | 2019-20  | —                     | —      | —      | —      | —      | —            | —            | —        | —        | 2      | 2      | 2    | 2    |
| リヴァプール               | 2019-20  | プレミアリーグ        | 6      | 0      | 4      | 0      | 1            | 0            | 0        | 0        | 0      | 0      | 11   | 0    |
| リヴァプール               | 2020-21  | プレミアリーグ        | 6      | 0      | 1      | 0      | 2            | 0            | 4        | 0        | 1      | 0      | 14   | 0    |
| リヴァプール               | 2021-22  | プレミアリーグ        | 1      | 0      | 0      | 0      | 4            | 0            | 3        | 0        | —      | —      | 8    | 0    |
| リヴァプール               | 通算     | 通算                  | 13     | 0      | 5      | 0      | 7            | 0            | 7        | 0        | 1      | 0      | 33   | 0    |
| フラム (loan)              | 2021-22  | EFLチャンピオンシップ | 14     | 2      | 1      | 0      | —            | —            | —        | —        | —      | —      | 15   | 2    |
| ノッティンガム・フォレスト | 2022-23  | プレミアリーグ        | 2      | 0      | 0      | 0      | 0            | 0            | —        | —        | —      | —      | 2    | 0    |
| 総通算                     | 総通算   | 総通算                | 29     | 2      | 6      | 0      | 7            | 0            | 7        | 0        | 3      | 2      | 52   | 4    |

## 代表歴

### 出場大会
- ウェールズ代表
  - 2022 FIFAワールドカップ

### 試合数
2024年1月1日現在
- 国際Aマッチ 36試合 3得点（2020年-）[17]

| ウェールズ代表 | 国際Aマッチ | 国際Aマッチ |
| 年             | 出場        | 得点        |
| -------------- | ----------- | ----------- |
| 2020           | 6           | 1           |
| 2021           | 11          | 1           |
| 2022           | 9           | 0           |
| 2023           | 10          | 1           |
| 2024           |             |             |
| 通算           | 36          | 3           |

### 得点
| 得点 | 日時           | 場所       | キャップ | 相手       | スコア | 結果 | 大会                                    |
| ---- | -------------- | ---------- | -------- | ---------- | ------ | ---- | --------------------------------------- |
| 1.   | 2020年9月6日   | カーディフ | 2        | ブルガリア | 1-0    | 1-0  | UEFAネーションズリーグ2020-21・リーグB  |
| 2.   | 2021年11月13日 | カーディフ | 16       | ベラルーシ | 2-0    | 5-1  | 2022 FIFAワールドカップ・ヨーロッパ予選 |
| 3.   | 2023年11月21日 | カーディフ | 35       | トルコ     | 1-0    | 1-1  | UEFA EURO 2024予選                      |

## タイトル
リヴァプールユース
- FAユースカップ: 2018-19

リヴァプール
- プレミアリーグ: 2019-20
- FIFAクラブワールドカップ: 2019

フラム
- EFLチャンピオンシップ: 2021-22